# ドーリィ♪カノン
『ドーリィ♪カノン』は、やぶうち優による日本の女装漫画作品。『ちゃお』本誌では『〜少女少年〜ドーリィ♪カノン』と題されている。

## 概要
『ちゃお』2012年4月号から連載。『ちゃおデラックス』にも番外編が随時、掲載されている。単行本での話数カウントは「NOTE（ノート）○」。
『少女少年』シリーズとしては初めて『ちゃお』本誌で連載された作品である。1997年から2004年にかけて『小学四年生・小学五年生・小学六年生』で連載された『少女少年』I〜VIIと、2004年に『ちゃおデラックス』で6回に分けて掲載された『〜少女少年VIII〜 GO!GO!ICHIGO』（以下、『（少女少年VIII）GO!GO!ICHIGO』）の後継となるシリーズであり、それと共通するのは「女装した小学生の男の子」が軸となる物語であること。男の子が女装の状態で芸能界を目指すという点も共通するが、『ちゃお』編集部の方針上、『GO!GO!ICHIGO』と同様に女の子が主人公となり、女装する男の子は主人公ではない。また、学年も『少女少年』シリーズ8作が小学生（学年は作品によって異なる）なのに対し、本作は中学1年生に設定されている。俗称として『少女少年IX ドーリィ♪カノン』として位置づけられている。

## あらすじ
宍戸心音は、作詞作曲が趣味の女の子。彼女が進学した中学校で出会った美少年奥田奏四に一目惚れ。それからというもの、作詞作曲の意欲が止まらない。
ある日、心音はカラオケボックスで奏四が女性ボーカルの曲を歌って写メしている姿を目撃してしまう。そのことがバレた奏四はその場を取り繕うとするためにウソの告白を心音にするが、心音は口封じのために奏四に女装させて、自ら作詞作曲した歌を歌わせ、CDに録音する。それを置き忘れたところ、幸田によって動画サイト「i.Dream」に投稿されてしまい、それがすべての始まりとなってしまう。
その投稿が20万以上のアクセスを記録し、女装した奏四はカノンとして、一躍ネットの注目の的になってしまう。心音と奏四はシンガーソングライターのレミにも投稿曲が注目されている事を知った後、紆余曲折を得て、動画サイトに曲の投稿を続ける音楽活動を始める。一緒にいるうちに奏四の心は心音に動き始め、さらにはレミや村崎 ツトム、心音の幼馴染であるラファエルと会って、心音と奏四の関係はその都度深まっていき、音楽活動を続けていくうちに、奏四は「心音と一緒にプロになりたい」という気持ちが強くなり、心音と一緒に村崎の事務所に行き、芸能界の道に入っていく。

## 登場人物
登場人物の名前は音楽に関係する言葉から付けられている。演は実写ドラマ、声はゲームのキャスト。
宍戸 心音（ししど ここね） / CC
演 - 綾乃美花、声 - 水瀬いのり
主人公。12歳の女の子で私立美空学園に通う中学1年生。髪型はピンクのセミロング。一人称はワタシ。
趣味は作詞・作曲。ドイツ生まれで、8歳の時までドイツに住んでいたためか、語尾に「でぇ〜す」と付けることが多く、ドイツ語に堪能である。
笑顔が似合う人当たりがよいお人よしな性格。人前に出るのが苦手で肝心な時に弱気になり、物事を譲りがちであったが、奏四との付合いや様々な人との出会いによって克服し、成長していく。
家は父が運営している地下1階・地上7階の貸しビル（名称は宍戸ビル）で、自宅は7階にある。一人っ子で、母はドイツに残っているので、父と二人暮らしをしている。シンガーソングライターのレミに憧れており、将来はレミのようになりたいと思っている。
家の中に入居しているカラオケボックスでクラスメイトの奏四がレミの歌をヒトカラ＋採点写メ(100点のもの)しているところを目撃し、口封じのために奏四に女装させ、その歌声をCDに残して置き忘れたところ、幸田によって動画サイト「i.Dream」に投稿されてしまい、20万以上のアクセスを記録してしまう。その流れで自分の服や父の趣味のメイド服を着せ自ら作詞・作曲した曲を歌わせて、「i.Dream」に投稿する音楽活動の道に入り、やがてカノン・みらのでユニットを組み、「ドーリィ♪」としてアイドル活動をするようになる。
自らは音痴と思っているが、奏四により、絶対音感を持つことが明らかになる。実はドイツにいた頃、聖歌隊でソロに抜擢されるほど歌唱力が高く、天使の歌声を持つ少女と言われ将来を期待されていた。しかし、あるきっかけで歌う自信がなくなり日本に帰国した。彼女の歌唱力はツトムも目にかけており、様々なかたちでこじ開けようを試みている。ちなみにカラオケで男性歌手の演歌を歌い、高得点を記録したことがある。
奏四がキスを残す形でドイツに密かに留学した後、一時はぞん底に失望した気持ちになるも、幸田から奏四がカノンとして残した音声データを渡され、カノンを消したくない気持ちが強くなり創作意欲が大きく奮起。ツトムと東京ドームのコンサートを満員することと引き換えでカノンの音声データを音声合成ソフト（ボーカロイド音源）化する約束をし、プロデュースを受ける形でソロアーティストcoconeとしてデビュー。デビュー2年後に東京ドームを満員でコンサートを成功させるほどの人気歌手となった。
作曲はノートパソコンで行っている。CCという名前は作詞・作曲の時の名義。
奥田 奏四（おくだ そうし） / カノン
演 - 高橋春織、声 - 高橋未奈美
心音のクラスメイト。細長く豊かなまつ毛を持つイケメン男子。
ヒトカラでレミの曲を歌い、採点結果を写メしているところを心音に目撃されてからは、口封じのために心音と付き合うこととなり、女装させられることとなる。
自分勝手かつわがままな3人の姉たちの影響で女性に対してはいい印象を持っていなかったが心音には少しずつ心を惹かれ、ついに彼女に告白して両思いになる。音域はみらののボイスチェックでは2オクターブであることが分かったが、1オクターブ下の男声を出すことも可能である。
強気な性格で、投稿した動画のコメントで「ブス」と書かれているのを見て、激しい怒りを見せたり、弱気になった心音を勇気付けている。
最初はカラオケで100点取ることで自己満足していたが、心音と作った音楽に触れて「自分の歌を誰かに届けたい」想いが膨らみ、一旦断った村崎のプロダクションを訪れる。紆余曲折を経て、心音・カノン・みらの・舞菜でユニットを組み、デビュー曲は「ハッピークローバー」を歌うことを決めるが、舞菜が脱退して「ドーリィ♪」と名前変更し、「シューティング☆スター」をデビュー曲としてアイドル活動するようになる。
声変わりが始まり、カノンになれなくなったうえに心音をアーティストとしてソロデビューさせたいツトムから彼女から離れるよう勧告され、心音にキスをして単身ドイツに失踪する形で留学した。それ以来心音のコンサートチケットが毎回執拗に送ってこられても帰国しなかったが、4年後帰国し、心音との再会を果たす。再会を果たした場所はレミの歌をヒトカラ＋採点したところだった。
カノンの名前は動画サイトで奏四の歌を聞いた人の書き込みによるもので、歌っていた曲名が「Kanon」だったことからカノンと呼ばれるようになった。奏四が留学したあと、心音が東京ドームを満員にさせたことでカノンの音声データがボーカロイド音源化され、音声合成ソフト「ボーカドール ドーリィ♪カノン」として発売。音楽に携わる人を含めた多くの人々の創作意欲を掻き立てて空前の社会現象となり、伝説となった。最終回では心音がcoconeとしてデビューした後の4年目のコンサートでホログラムとして登場した。
女装に関しては小学生の時に3人の姉たちとの付き合いによって仕込まれ磨かれたため、舞菜によって、カノンの正体がばれそうになった時にかわいい仕草で誤魔化すほど難なくこなしている。
幸田 或人（こうだ あると）
演 - 栗原吾郎、声 - 梶裕貴
心音の家に入居しているカラオケボックスでバイトしている16歳の男子高校生。心音のことを「ココにゃん」と呼び、心音からは「幸田さん」と呼ばれている。心音に動画サイトの投稿を勧め、奏四の歌を動画サイトに投稿した張本人。
眼鏡をとるとイケメンで、仲間とバンドを組み、ギターをプロ級にこなす。過去に芸能界と何かあったらしく、心音と奏四にプロの厳しさを直言している。2年前みらのとバンド活動していたが、彼女がスカウトされたことでバンドを解散させてしまった。
作中では幸田さんと表記されることがほとんどで、上記の名前は第2巻に収録されているNOTE8にて初めて明かされている。
白倉 伶美（しらくら れみ） / レミ
演 - 七木奏音、声 - 佐藤亜美菜
心音と同い年の女の子で、動画サイト「i.Dream」から有名になったプロのシンガーソングライター。心音の憧れの存在。
捨て仮名を混ぜた口調で話をする。奏四の歌を動画サイトで聞いて衝撃を受け、テレビ番組にて「また投稿してください」とお願いし、カノンと心友になりたいという理由で心音や奏四と同じ学校の同じクラスに転校してくる。思ったことははっきりと口にするタイプで、前の学校では嫌われていた。
プロデューサーは村崎ツトムで、村崎のことを「村Ｐ」と呼んでいる。村崎からは「歌うだけで良い」と言われて作詞作曲をさせてもらえず、つらい思いをしていたが、ライブをした幸田の高校で出会った心音とカノンにその事を打ち明け、気持ちが楽になった。
転校後は奏四に惚れるものの、渋谷で心音と奏四が買い物をしているところを密かに見た事で心音を不信な目で見るようになり、ツトムの仕掛けもあって、新曲動画の再生回数を競う勝負を「i.Dream」上で心音とカノンにぶつける。勝負をぶつけた後は学校を欠席し、心音とカノンが学校のプリントを届けに伶美の家に来た際、カノンの仕掛けによる心音の「奏四と付き合っている」という一言で傷心状態になる。その後に迎えた勝負の結果、再生回数でカノンに勝ったが、「イイ」と思ったらクリックすると入るという「きゅんポイント」がカノンの方が上回ったため、負けを宣言し、心音とカノンの関係を認めて、以後は心音とカノンの心友となる。
作中ではレミと表記されることがほとんどで、上記の名前は第2巻に収録されているNOTE10にて初めて明かされている。
村崎 ツトム（むらさき つとむ）
演 - 賀集利樹、声 - 陶山章央
少女少年シリーズ（『GO!GO!ICHIGO』は除く）に登場したマネージャー。本作ではレミやソネットのプロデュースを手がける。レミとの関係は、間に隠し事をしているためか、ギクシャクしている。カノンに出会った時、「ボクのお人形さんになって」とスカウトしたが、一旦断わられている。舞菜をカノンのアイドルグループに加入しようとしたが、あえなく頓挫した。実はカノンではなく心音の才能を狙っており、彼女のソロデビューの準備段階として「ドーリィ♪」を結成させた。そして捨て駒と知った奏四に心音の側から離れるよう宣告する。
作中にて、レミにプロというのはどのような物かを説いている。
ラファエル・ドミニク・ドーレ・シファー
ドイツから来た心音の幼馴染。14歳の世界的なピアニストで、秋にリリースするCDのレコーディングのために来日した。
日本についてはよく知っているがかなりズレているところもあり、心音を困惑させることもしばしば。ドイツにいた頃の心音のことを知っており、彼女をドイツに連れ戻そうと考えていたが、心音の考えを知り諦める。カノンの歌声を気に入っておりドイツに連れて行こうとした。
作中ではラファエルと表記されることがほとんどで、上記の名前は番外編「あくまで天使！？」にて初めて明かされた。
宍戸 ララ（ししど ララ）
心音の母親で、元有名ピアニスト。心音が生まれてからは、ドイツでピアノ講師をしている。
幼い心音に「音楽の才能はない」と言ったが、実は、娘の未来を何よりも案じており、心音にはもっと自由に羽ばたいてほしいと思い、彼女を日本に送ることを決意した。
心音が作詞作曲できること、カノンが奏四であることに直感的に気づいている。
御堂 美園（みどう みその） / みらの
ツトムがプロデュースしているアイドルグループ「ソネット」のメンバー。
実は作詞作曲をしており、その腕はソネットのアルバムに採用されるほど。作曲の知識が豊富で、相手の能力を引き出すような曲作りをしている。そのため、その知識がない心音を挑発し、対抗心を燃やしている。
ツトムの仕込みによって心音とカノンを巡っての曲作り対決で勝負を挑むことになる。かつては、或人が組んでいたバンドのリードボーカルだった。しかしツトムが彼女をプロ歌手としてスカウト、悩んだ末バンドを辞めてしまう。しかしプロ歌手になることは叶わず、みらのという芸名で「ソネット」のメンバーに加入することとなる。
「ソネット」メンバーに加入した後は、人目のつかない所で、1人で戦いたく自主練をしている。
阿部 舞菜（あべ まいな）
心音、カノン、みらのが組んだユニットのメンバー候補。心音のクラスメート。ツインテールの黒髪に丸く大きな縁どりメガネをかけている。
普段は地味でさえない少女だが、いつも心音のカラオケショップに出入りしていて歌唱力が高い。ツトムはその歌唱に目をつけてユニットに入れたく、心音達に捜査を依頼する。最初はユニット加入に乗り気ではなかったが、カノンの熱烈アピールと自分も音楽を誰かに届けたい気持ちで舞い上がる形でユニットに加入した。しかし心音のことは快く思っておらず、彼女の存在意義を疑問視したことがある。実は誰よりも自分の歌が上手いという自信家で、心音の歌をでたらめな歌だと非難した。それにより、心音が本気の歌声を出し、ツトムが心音をセンターにすることとカノンやみらのが心音の歌を否定するメンバーとデビューしたくないことを聞いて憤慨、自らメンバーを降りた。
メンバーを降りた後、部屋に引きこもるようになり、自分を脱退に追い込んだ心音を恨んでいる。その後、姉と共に2人組のアイドル｢エルドラド｣としてデビューし、有名になったのを利用して心音への復讐を企てる。
心音以外で唯一カノンの正体を知っている。
奏四の3人の姉
長女は大学1年で名前は一歌（いちか）。次女は高校2年で名前は二胡（にこ）。三女は中学3年で名前は三鈴（みすず）。
3人とも自分勝手でわがままな性格で奏四を言いように扱い、女の子の振る舞いをさせている。奏四が女の子の振る舞いをうまくこなせるのはこの為で、結果的にカノンの下地となった。
あいとり
動画サイト「i.Dream」のマスコット。四角形の体に左向きの三角をくちばし、左向きの三角の両側の縦線を目、四角形の両側についた四角を羽にした鳥のキャラクター。
作中にてキャラクターグッズ化されていて、あいとりのリュックサックを担いて心音が外出するシーンがある。
作中の場を切り替えるところでも「○○ドリ」と言って登場する。
遠井 拓斗（とおい たくと）
声 - 米内佑希
本来はゲーム版オリジナルキャラクター。漫画では番外編『タクト★アトラクト』のみに登場。
奏四と心音のクラスメイトの男子で、さまざまな女の子に本気で告白しては振られる日々を過ごしているが、心音を好きになり、告白をしたいと思うようになる。奏四はそれを知って自らカノンになり、心音を諦めるように諭す。
田島 恭子（たじま きょうこ）
演 - 阿南敦子
実写ドラマのみに登場。
レミのマネージャー。
松本 真治（むらもと しんじ）
演 - 大沼遼平
実写ドラマのみに登場。
村崎の部下。

## 番外編
単行本2巻に書き下ろした『幸田はこの時こうだった!?』と単行本8巻に書き下ろした『心音の気になるトコロはココネ』と単行本10巻に書き下ろした『奏四がそうしてそうなった!? vol.0』や小説版のイラストを厳選した『ドーリィ♪カノンMUSEUM』を除き、いずれもちゃおデラックスで掲載された。
| タイトル                         | 掲載号                 | 収録       |
| -------------------------------- | ---------------------- | ---------- |
| 奏四がそうしてそうなった!?       | 2012年初夏の超大増刊号 | 単行本1巻  |
| 奏四がそうしてそうなった!? vol.2 | 2013年春待ち超大増刊号 | 単行本2巻  |
| 幸田はこの時こうだった!?         | -                      | 単行本2巻  |
| 心音はケッコー親孝行ネ           | 2013年初夏の超大増刊号 | 単行本3巻  |
| レ・ミゼラブル                   | 2013年夏の超大増刊号   | 単行本4巻  |
| 奏四がそうしてそうなった!? vol.3 | 2013年秋の超大増刊号   | 単行本4巻  |
| あくまで天使                     | 2013年冬の超大増刊号   | 単行本5巻  |
| 奏四がそうしてそうなった!? vol.4 | 2014年春待ち超大増刊号 | 単行本6巻  |
| あくまで天使 vol.2               | 2014年5月号増刊        | 単行本6巻  |
| 奏四がそうしてそうなった!? vol.5 | 2014年7月号増刊        | 単行本6巻  |
| ココナツ 〜心音の夏休み〜        | 2014年9月号            | 単行本8巻  |
| タクト★アトラクト                | 2015年1月号            | 単行本7巻  |
| 奏四の思想                       | 2015年7月号            | 単行本8巻  |
| 心音の気になるトコロはココネ     | -                      | 単行本8巻  |
| 奏四がそうしてそうなった!? vol.0 | -                      | 単行本10巻 |
| ドーリィ♪カノンMUSEUM            | -                      | 単行本10巻 |
| ドーリィ♪カノン2016初笑い4コマ   | 2016年3月号            | 単行本10巻 |

## 書誌情報

### 漫画本編
- やぶうち優 『ドーリィ♪カノン』 小学館〈ちゃおコミックス〉、全10巻

| 巻数 | 第1刷発行      | 発売日         | 掲載作品                                                                                          | 備考 | ISBN                                                         |
| ---- | -------------- | -------------- | ------------------------------------------------------------------------------------------------- | --- | ------------------------------------------------------------ |
| 1    | 2012年10月6日  | 2012年10月1日  | 『ちゃお』2012年4月号 - 8月号、 『ちゃおデラックス』2012年初夏の超大増刊号                        | - | ISBN 978-4-09-134758-9                                       |
| 2    | 2013年4月6日   | 2013年4月1日   | 『ちゃお』2012年9月号 - 2013年1月号、 『ちゃおデラックス』2013年春待ち超大増刊号                  | 書下ろし番外編『幸田はこの時こうだった!?』収録 | ISBN 978-4-09-135269-9                                       |
| 3    | 2013年7月31日  | 2013年7月26日  | 『ちゃお』2013年2月号 - 6月号、 『ちゃおデラックス』2013年初夏の超大増刊号                        | 2013年7月号掲載『ドーリィ♪カノンドラマ化記念ルポ 〜「ドリ♪カノ」ドラマでこうなった〜』収録 | ISBN 978-4-09-135544-7                                       |
| 4    | 2013年12月30日 | 2013年12月25日 | 『ちゃお』2013年8月号 - 11月号、 『ちゃおデラックス』2013年夏の超大増刊号 - 秋の超大増刊号        | - | ISBN 978-4-09-135715-1 DVDつき特別版：ISBN 978-4-09-159173-9 |
| 5    | 2014年5月5日   | 2014年4月30日  | 『ちゃお』2013年12月号 - 2014年4月号、 『ちゃおデラックス』2013年冬の超大増刊号                   | - | ISBN 978-4-09-136119-6 DVDつき特別版：ISBN 978-4-09-159191-3 |
| 6    | 2014年10月6日  | 2014年10月1日  | 『ちゃお』2014年5月号 - 8月号、 『ちゃおデラックス』2014年春待ち超大増刊号、5月号増刊 - 7月号増刊 | 書下ろし『ドーリィ♪カノン ゲーム化記念ルポ 〜「ココロノオト」NOTE（のおと）〜』収録 | ISBN 978-4-09-136595-8                                       |
| 7    | 2015年3月4日   | 2015年2月27日  | 『ちゃお』2014年9月号 - 2015年1月号、 『ちゃおデラックス』2015年1月号                             | - | ISBN 978-4-09-136744-0                                       |
| 8    | 2015年7月29日  | 2015年7月24日  | 『ちゃお』2015年2月号 - 6月号、 『ちゃおデラックス』2014年9月号・2015年7月号                      | 書下ろし番外編『心音の気になるトコロはココネ』収録 | ISBN 978-4-09-137524-7                                       |
| 9    | 2016年2月6日   | 2016年2月1日   | 『ちゃお』2015年7月号 - 11月号                                                                    | 書下ろし小説『ドーリィ♪カノン SPECIAL NOVEL「初めてのバレンタイン」』（著：北川亜矢子）収録 | ISBN 978-4-09-138219-1                                       |
| 10   | 2016年6月6日   | 2016年6月1日   | 『ちゃお』2015年12月号 - 2016年2月号、 『ちゃおデラックス』2016年3月号                            | 番外編『奏四がそうしてそうなった!? vol.0』『ドーリィ♪カノンMUSEUM』『ドーリィ♪カノン2016初笑い4コマ』収録 巻末に『ラブレボリューション! Rev. from DVL物語』（『ちゃお』2015年5月号初出）、『らくらく入門! まんがのいろは』（『ちゃお』2011年5月号 - 2012年5月号初出）収録 | ISBN 978-4-09-138328-0                                       |

### 小説
- 北川亜矢子（文）、やぶうち優（原作・イラスト） 『ドラマ ドーリィ♪カノン 〜カノン誕生〜』 小学館〈小学館ジュニア文庫〉 2013年12月18日発売[小 7]、ISBN 978-4-09230747-6
- 北川亜矢子（文）、やぶうち優（原作・イラスト） 『ドラマ ドーリィ♪カノン 未来は僕らの手の中』 小学館〈小学館ジュニア文庫〉 2014年5月21日発売[小 8]、ISBN 978-4-09230761-2
- 北川亜矢子（文）、やぶうち優（原作・イラスト） 『ドーリィ♪カノン 〜ヒミツのライブ大作戦〜』 小学館〈小学館ジュニア文庫〉 2014年12月10日発売[小 9]、ISBN 978-4-09230785-8

## 実写ドラマ
ちゃお付録DVD『ちゃおちゃおTV!』2013年8月号から2014年5月号まで実写ドラマが収録された、また2013年7月23日より公式サイトでも配信。2013年7月号ではやぶうち優自身によるドラマ現場取材ルポ漫画『ドーリィ♪カノンドラマ化記念ルポ 〜「ドリ♪カノ」ドラマでこうなった〜』を掲載。シークレットガールズに引き続き、「Curl C Girl」（ウィッグ）「CiaoStyle」（コスメ）「ファンタージェン」（制服）との協力で製作されている。
ストーリー・設定は、心音と奏四が通う学校が私立星屑学園に変わったり、心音がロングヘアだったり、レミが実は口パクとなっていたりと若干原作と異なっている。
2013年12月25日に、第1話から第4話までが収録されたDVDが付いた『ドーリィ♪カノン 第4巻 DVDつき特別版』が、2014年4月30日に、第5話から最終話までが収録されたDVDが付いた『ドーリィ♪カノン 第5巻 DVDつき特別版』が発売された。
2014年8月に、キッズステーションにて全話放送された。

### スタッフ
- 原作 - やぶうち優
- 監督 - Yuki Saito
- 制作協力 - テレパック
- 制作 - SDP
- 製作著作 - 電通

### 主題歌
主題歌「がんばれ☆シンデレラ」
作詞 - やぶうち優 / 作曲 - 渡辺翔 / 編曲 - 川端良征 / 歌 - CC
挿入歌「Kanon」
作詞 - やぶうち優 / 作曲 - 山田竜平 / 編曲 - 川端良征 / 歌 - レミ
挿入歌「I・Love・U」
作詞 - やぶうち優/Shoko / 作曲・編曲 - 本田光史郎 / 歌 - CC
挿入歌「君の名を呼んでいる」
作詞・作曲・編曲 - オオヤギヒロオ / 歌 - カスタマイズ

### 各話リスト
| 話数   | サブタイトル         | 脚本       | 掲載号       | 配信日         |
| ------ | -------------------- | ---------- | ------------ | -------------- |
| 第1話  | 〜カノン誕生〜       | 北川亜矢子 | 2013年8月号  | 2013年7月23日  |
| 第2話  | 〜伝説の序章〜       | 北川亜矢子 | 2013年9月号  | 2013年8月23日  |
| 特別編 | ドリーミング♪カノン  | 北川亜矢子 | 未掲載       | 2013年9月3日   |
| 第3話  | 〜レミからの挑戦状〜 | 北川亜矢子 | 2013年11月号 | 2013年10月23日 |
| 第4話  | 〜二人だけの歌〜     | 北川亜矢子 | 2013年12月号 | 2013年11月22日 |
| 第5話  | 〜それぞれの秘密〜   | 北川亜矢子 | 2014年1月号  | 2013年12月20日 |
| 第6話  | 〜僕らの覚悟〜       | 北川亜矢子 | 2014年2月号  | 2014年1月23日  |
| 第7話  | 未来は僕らの手の中   | 北川亜矢子 | 2014年5月号  | 2014年4月      |

## ゲーム
ドーリィ♪カノン ドキドキ♪トキメキ♪ヒミツの音楽活動スタートでぇ〜す!!
ちゃお2014年8月号でゲームソフト化されることが発表された。発売元はハピネット。対応機種はニンテンドー3DSで、2014年11月20日に発売された。
同号では『12歳。』のゲームソフト化も合わせて発表されている。